# Giraldilla 2004
Die Giraldilla 2004 (auch Cuba International 2004 genannt) waren ein Badmintonturnier und fanden vom 11. bis zum 13. Juni 2004 in Havanna statt.

## Sieger und Platzierte
| Disziplin    | Gold                               | Silber                              | Bronze                               |
| ------------ | ---------------------------------- | ----------------------------------- | ------------------------------------ |
| Herreneinzel | Yuichi Ikeda                       | Lazaro Yonier Jerez                 | Ilian Perez                          |
| Herreneinzel | Yuichi Ikeda                       | Lazaro Yonier Jerez                 | Yunier Alvarez                       |
| Dameneinzel  | Isaura Medina                      | Lisandra Suárez                     | Maria Hernandez                      |
| Dameneinzel  | Isaura Medina                      | Lisandra Suárez                     | Leydi Edith Mora                     |
| Herrendoppel | Yunier Álvarez Alexander Hernández | Lázaro Jerez Ilian Pérez            | Osleni Guerrero Alain Alonso         |
| Herrendoppel | Yunier Álvarez Alexander Hernández | Lázaro Jerez Ilian Pérez            | Daniel Orozco Jesús Aguilar          |
| Damendoppel  | Isaura Medina Leydi Edith Mora     | María L. Hernández Marisleydis Díaz | Lisandra Suárez Loreima González     |
| Mixed        | Ilian Perez Solángel Guzmán        | Yunier Alvarez Isaura Medina        | Alain Alonso Maria Hernandez         |
| Mixed        | Ilian Perez Solángel Guzmán        | Yunier Alvarez Isaura Medina        | Lazaro Yonier Jerez Loreima Gonzalez |